# Hebrew University Stadium
El Hebrew University Stadium, conocido también como Estadio Universidad o Estadio Nacional Guivat Ram, es un estadio multipropósito ubicado en el barrio de Guivat Ram, en Jerusalem, la capital de Israel.

## Historia
El estadio fue construido en 1958 y está ubicado en el campus de la Universidad Hebrea de Jerusalén.
Cuenta con capacidad para 10.000 espectadores y ha sido sede de la Copa Asiática 1964 y también de la ceremonia de inauguración de los Juegos Paralímpicos de 1968.
El estadio fue remodelado en 1997 y actualmente es utilizado para el atletismo y es la sede del equipo de fútbol Nordia Jerusalem FC. Anteriormente fue la sede en dos periodos del Hapoel Katamon Jerusalem FC, siendo la sede del club hasta 2011.